# Рамирес, Хуан Карлос
Хуан Карлос Рамирес Айяла (исп. Juan Carlos Ramírez Ayala; родился 22 марта 1972 года в Медельин, Колумбия) — колумбийский футболист, выступавший на позиции опорного полузащитника.

## Клубная карьера
Рамирес начал карьеру в клубе «Энвигадо». В 1993 году он дебютировал за команду в Кубке Мустанга. Постепенно он стал основным полузащитником команды и в 1998 году перешёл в более сильный «Индепендьенте Медельин». После двух сезонов в Медельине он принял приглашение «Атлетико Хуниор», откуда получил вызов в национальную команду. После «Хуниор» Хуан Карлос выступал за «Атлетико Насьональ», «Санта-Фе», «Депортес Толима». В 2011 году он завершил свою карьеру в клубе, в котором её начал, «Энвигадо». Несмотря на то, что Рамирес всю свою карьеру провел в Колумбии и выступал за многие команды, он ни разу не выиграл национальное первенство.

## Международная карьера
В 1999 году Рамирес дебютировал за сборную Колумбии. В том же году он попал в заявку на участие в Кубке Америки. В 2001 году Хуан Карлос вместе с национальной командой во второй раз принял участие в розыгрыше Кубка Америки. Со второй попытки Рамирес выиграл трофей.
В 2005 году Хуан Карлос участвовал в составе национальной сборной в розыгрыше Золотого кубка КОНКАКАФ. На турнире он принял участие в четырёх матчах против сборных Панамы, Гондураса, Мексики и Тринидада и Тобаго.

## Достижения
Международные
 Колумбия
- Кубок Америки — 2001